# بخش مرکزی شهرستان گناوه
بخش مرکزی شهرستان گناوه یکی از بخش‌های شهرستان گناوه در استان بوشهر در جنوب کشور ایران است.

## تقسیمات کشوری
- بخش مرکزی شهرستان گناوه
  - دهستان حیات داود
  - دهستان لیراوی

شهرها: بندر گناوه

## جمعیت
بنابر سرشماری مرکز آمار ایران، جمعیت بخش مرکزی شهرستان گناوه در سال ۱۳۸۵ برابر با ۷۰۱۱۰ نفر بوده‌است.